# Aneta Jakóbczak
Aneta Jakóbczak (ur. 3 lipca 1985) – polska lekkoatletka biegach na 400 metrów oraz 400 metrów przez płotki.

## Kariera
W 2010 roku była członkinią reprezentacyjnej sztafety 4 × 400 metrów podczas superligi drużynowego czempionatu Starego Kontynentu oraz mistrzostw Europy. 
Finalistka mistrzostw Polski seniorów ma na koncie cztery medale tej imprezy – brązowy (bieg na 400 m przez płotki – Bydgoszcz 2006), srebrny (sztafeta 4 × 100 m – Bydgoszcz 2006), srebrny (bieg na 400 m przez płotki – Szczecin 2008) oraz brązowy (bieg na 400 metrów – Bielsko-Biała 2010). Swój pierwszy złoty medal halowego czempionatu zdobyła wygrywając bieg na 400 metrów w 2010 roku.
Rekordy życiowe: bieg na 400 metrów – 53,68 (8 lipca 2010, Bielsko-Biała); bieg na 400 m przez płotki – 57,20 (16 czerwca 2012, Bielsko-Biała).

## Osiągnięcia
| Rok  | Impreza                                 | Miejsce   | Konkurencja        | Pozycja    | Wynik   |
| ---- | --------------------------------------- | --------- | ------------------ | ---------- | ------- |
| 2010 | Superliga drużynowych mistrzostw Europy | Bergen    | sztafeta 4 × 400 m | 9. miejsce | 3:33,78 |
| 2010 | Mistrzostwa Europy                      | Barcelona | sztafeta 4 × 400 m | eliminacje | 3:35,25 |